# Белобровый кактусовый крапивник
Белобровый кактусовый крапивник (лат. Campylorhynchus griseus) — вид мелких птиц из семейства крапивниковых, обитающий в Колумбии, Венесуэле, Гайане и на севере Бразилии.

## Описание
Его природными местами обитания являются засушливые саванны, заросли кактусов, редколесья. Часто встречается вблизи человеческих поселений. Длина тела 21—22 см, масса тела —37—46,5 г. В состав рациона входят в основном беспозвоночные и растительная пища, в частности ягоды. В период размножения самка откладывает 3—5 яиц.